# Dioxy difluoride
Đioxy điflorua là một hợp chất của hai nguyên tố flo và oxy, với công thức phân tử được quy định là O2F2. Hợp chất này có thể tồn tại dưới dạng chất rắn màu da cam hoặc chất lỏng màu đỏ ở nhiệt độ - 163 °C (khoảng 110K).
Đioxy điflorua còn là một chất oxy hóa rất mạnh và phân hủy thành oxy và flo ở nhiệt độ -160 °C (113 K) với tốc độ 4%/ngày: tuổi thọ của hợp chất ở nhiệt độ phòng cực kỳ ngắn. Đioxy điflorua phản ứng mạnh mẽ với hầu hết các hóa chất mà nó gặp phải - ngay cả những hợp chất thường bị đông cứng và tính chất độc đáo này khiến nó có đến biệt danh "FOOF" (mang hàm nghĩa một trò chơi về cấu trúc hóa học và xu hướng nổ của nó).

## Ứng dụng
Hợp chất đioxy điflorua hiện không có ứng dụng thực tế, nhưng trên phương diện lý thuyết, nó cũng có một vài ứng dụng đáng lưu ý. Một phòng thí nghiệm đã sử dụng nó để tổng hợp plutoni hexaflorua ở nhiệt độ thấp chưa từng thấy, điều này là đáng chú ý vì các phương pháp điều chế hợp chất này trước đây cần đến nhiệt độ cao đến nỗi hợp chất plutoni hexaflorua vừa tạo thành cũng bị nhiệt độ làm cho bị phân huỷ nhanh chóng.